# Ampelisca ledoyeri
Ampelisca ledoyeri är en kräftdjursart. Ampelisca ledoyeri ingår i släktet Ampelisca och familjen Ampeliscidae. Inga underarter finns listade i Catalogue of Life.